# Вани Къчов
Иван (Вани) Къчов или Манафа е български революционер, воденски войвода на Вътрешната македоно-одринска революционна организация.

## Биография
Вани Къчов е роден във воденското село Месимер, тогава в Османската империя. Присъединява се към ВМОРО и действа като подвойвода на Стоян Иванов със самостоятелна чета от 6 души. Заминава за България, където се снабдява с оръжие, но на връщане в местността Курада край Месимер е предаден от местни власи и е убит в сражение с турски аскер.